# Žena se šňůrou perel

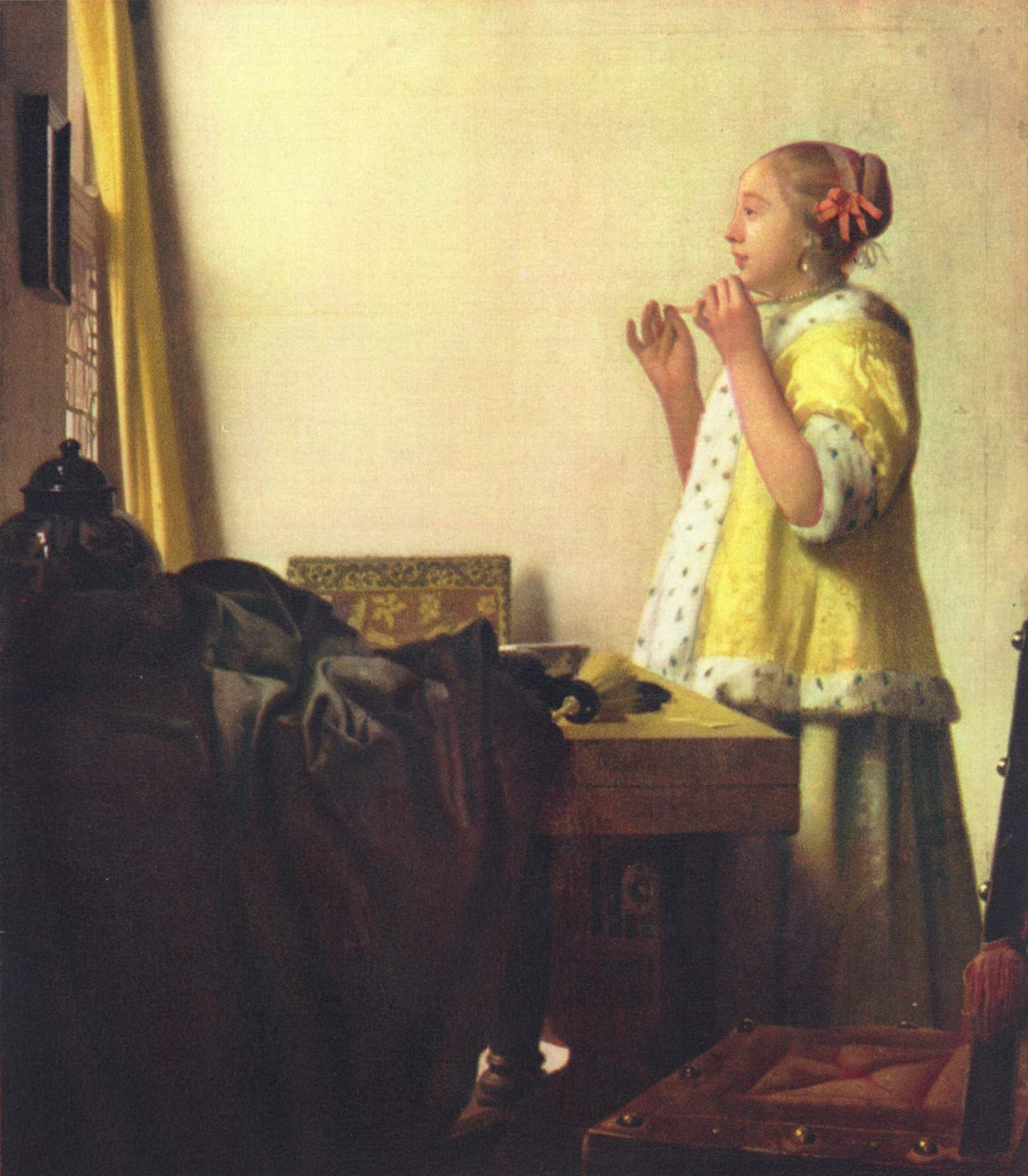
Jan Vermeer, Žena se šňůrou perel, 1662-1665

Žena se šňůrou perel (nizozemsky Vrouw met parelsnoer) – obraz Jana Vermeera datovaný do let 1662–1665. Plátno je signováno (signatura je umístěna na stole).

## Historie
První zmínka o obraze pochází pravděpodobně z roku 1696, kdy byl Vermeer uveden pod č. 36 ("Mladá žena při oblékání; velmi pěkné") v soupise sbírky Jacobuse Dissiuse, jež byla prodána 16. května roku 1696; obraz sám byl prodán za 30 guldenů. Roku 1809 se vynořil při aukci u J. Caudri v Amsterodamu, kde byl vydražen za 55 guldenů. O dva roky později byl opětně v nabídce tamtéž a zakoupen za 36 guldenů. Byl prokazatelně součástí sbírky H. Grévedona, odkud ho získal Théophile Thoré, který jej později prodal průmyslníkovi Bartholdu Suermondtovi z Cách. Jeho sbírka obrazů byla v té době největší soukromou sbírkou, jež obsahovala především díla severoevropských malířských škol. Roku 1874 získala obraz spolu s celou Suermondtovou sbírkou Gemäldegalerie v Berlíně, kde je uložen dodnes.

## Popis
Na obraze (olej na plátně, výška 55 cm, šířka 45 cm) je uprostřed pohybu z profilu zachycená mladá žena, stojící před zrcadlem, pověšeným na stěně vedle okna složeného z pestrobarevných skel a přistíněného žlutým závěsem. Oknem proudí dovnitř místnosti jasný sluneční svit, jenž zaplavuje úzkou místnost žlutým světlem a osvětluje obličej a horní část těla ženy. Ta je oblečená do volného krátkého kabátku ze žlutého hedvábí lemovaného hranostajem a bohatě nabírané dlouhé sukně. V pozdvižených rukou drží za oba konce perlový náhrdelník, jenž se chystá zavěsit si na krk, v uších má drahé perlové náušnice ve tvaru kapky a vysoko vyčesané vlasy ozdobené růžovou stuhou. Mezi dívkou a stěnou se zrcadlem stojí masivní stůl se shrnutým těžkým ubrusem, který částečně zakrývá dvě cenné modré vázy; na stole leží štětec na pudr a lístek na znamení toho, že se žena strojí pro svého milého. Celek doplňují dvě židle.

## Význam
Badatelé se domnívají, že tématem obrazu je konflikt mezi ctností a neřestí, pomíjivost a marnost. Oděv, štětec na pudr i perlový náhrdelník jsou symboly pýchy a ješitnosti ženy, jež podlehla sebelásce, zatímco podle společenských normem je ctností skromnost.